# Abdurahman Ali
Abdurahman Ali (Arabic:عبد الرحمن علي) (sinh ngày 2 tháng 1 năm 1993) là một cầu thủ bóng đá người Các Tiểu vương quốc Ả Rập Thống nhất. Hiện tại anh thi đấu cho Al-Wasl.